# Notarius osculus
Notarius osculus är en fiskart som först beskrevs av Jordan och Gilbert, 1883.  Notarius osculus ingår i släktet Notarius och familjen Ariidae. Inga underarter finns listade i Catalogue of Life.